# Kaslo River
Kaslo River är ett vattendrag i Kanada.   Det ligger i provinsen British Columbia, i den södra delen av landet, 3 100 km väster om huvudstaden Ottawa.
Trakten runt Kaslo River är nära nog obefolkad, med mindre än två invånare per kvadratkilometer.